# Міст Марко Поло

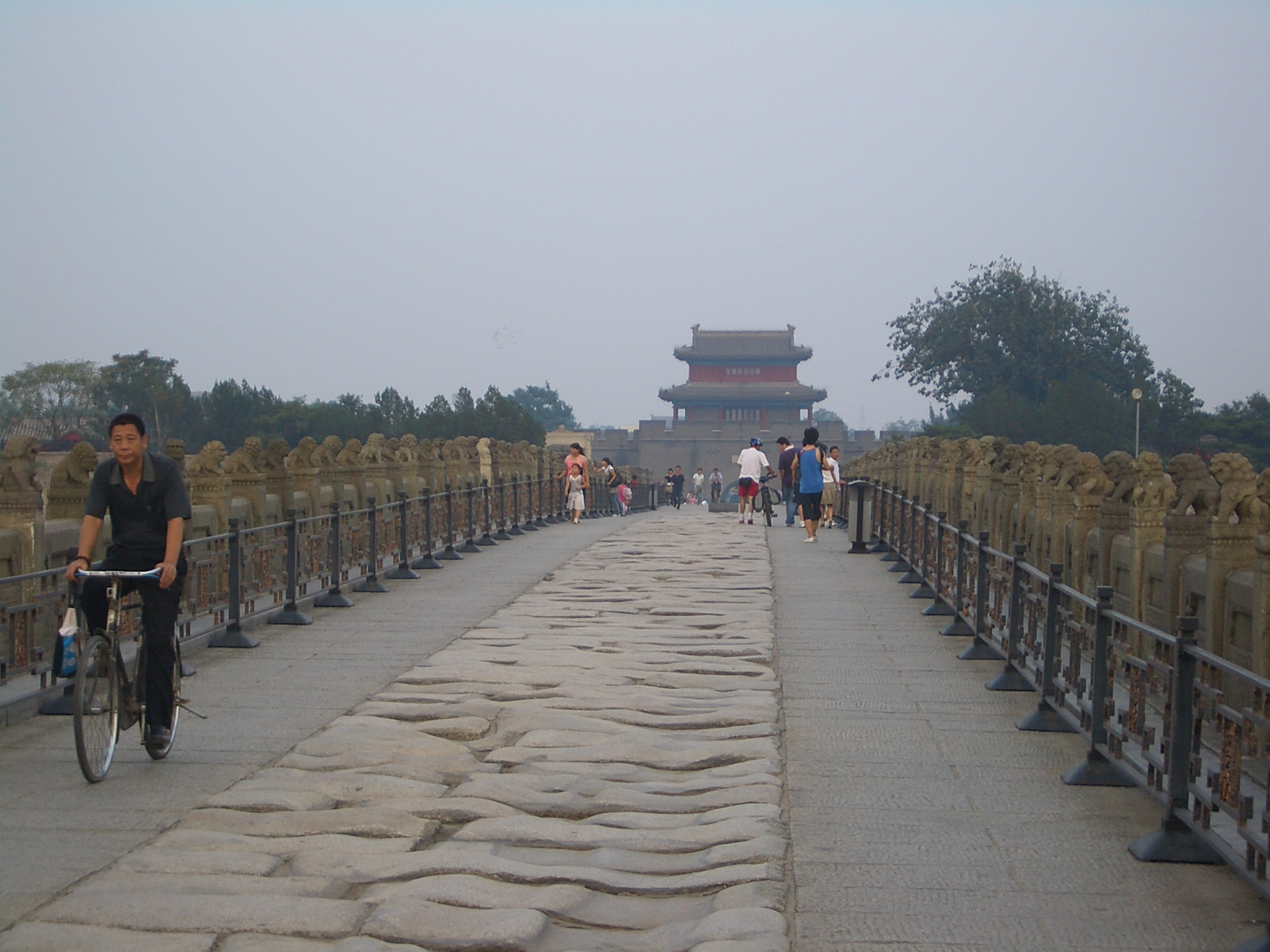
На мосту Луґоу. На задньому плані — ворота фортеці Ваньпін

Міст Марко Поло (кит. трад. 盧溝橋, спр. 卢沟桥, піньїнь: Lúgoūqiáo, акад. Луґоуцяо) — десятипрольотний середньовічний міст через річку Юндінхе на південно-західній околиці міської зони сучасного Пекіна, за 15 км від історичного центру міста. Вважається, що це та сама споруда, яка вразила уяву венеційського мандрівника Марко Поло в XIII столітті («чудовий міст, настільки прекрасний, що у нього навряд чи знайдеться суперник в світі»).
Міст над річкою, що іменувалася в ту пору Луґоу (кит.: 卢 沟), збудований з цільного граніту в 1189-1192. Він неодноразово оновлювався, зокрема в 1698. Довжина моста — 266,5 метрів, ширина — 9,3 метрів.
З обстрілу моста японцями в липні 1937 почалася Друга японо-китайська війна, що завершилася лише з закінченням Другої світової війни (докладніше див. інцидент на Луґоуцяо).
Головною прикрасою моста є старовинні статуї левів, причому на голові, лапах і інших частинах тіла кожної статуї можна розгледіти мініатюрних левенят. При відкритті мосту на ньому було 627 левових зображень, в даний час їх залишилося 482 (за іншими підрахунками — 496).
Вхід на міст зі сходу захищався фортецею Ваньпін. У неї всього двоє воріт — східні та західні, і міст починається від останніх. В даний час всередині фортеці знаходиться Музей Другої японо-китайської війни, а також житлові квартали і різні крамнички з сувенірами.
При вході на міст зі сходу стоять парні стели, на одній з яких написано вірш імператора Цяньлуна «Місяць на світанку над Луґоу», складений при спогляданні цієї споруди. При виході з моста на захід є інша стела, присвячена розбудові моста імператором Цянлуном в 50-й рік його царювання (бл. 1785), що стоїть на вухастій черепасі «бісі» (кит.: 赑 屃).

## Галерея

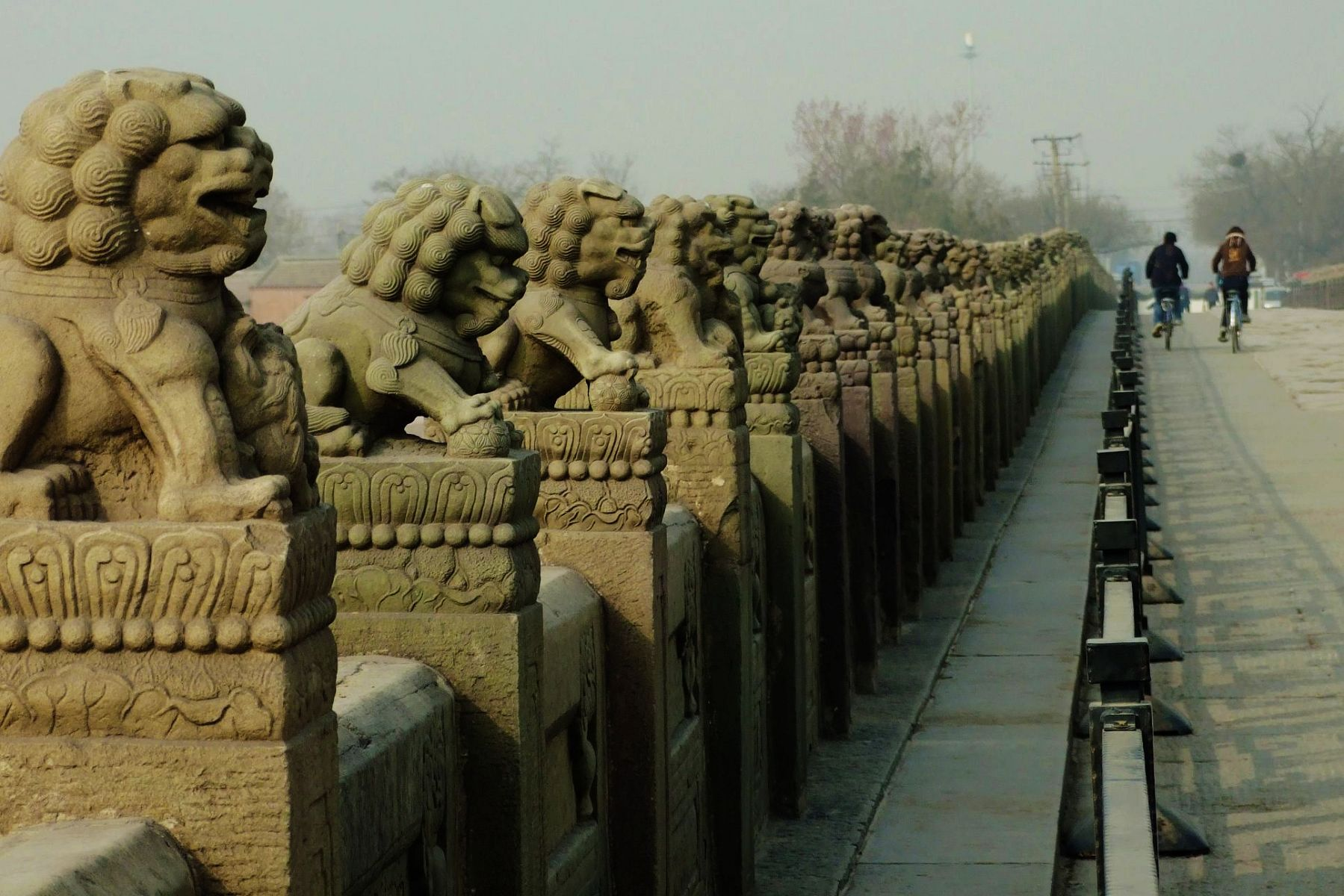
Фігури левів на перилах
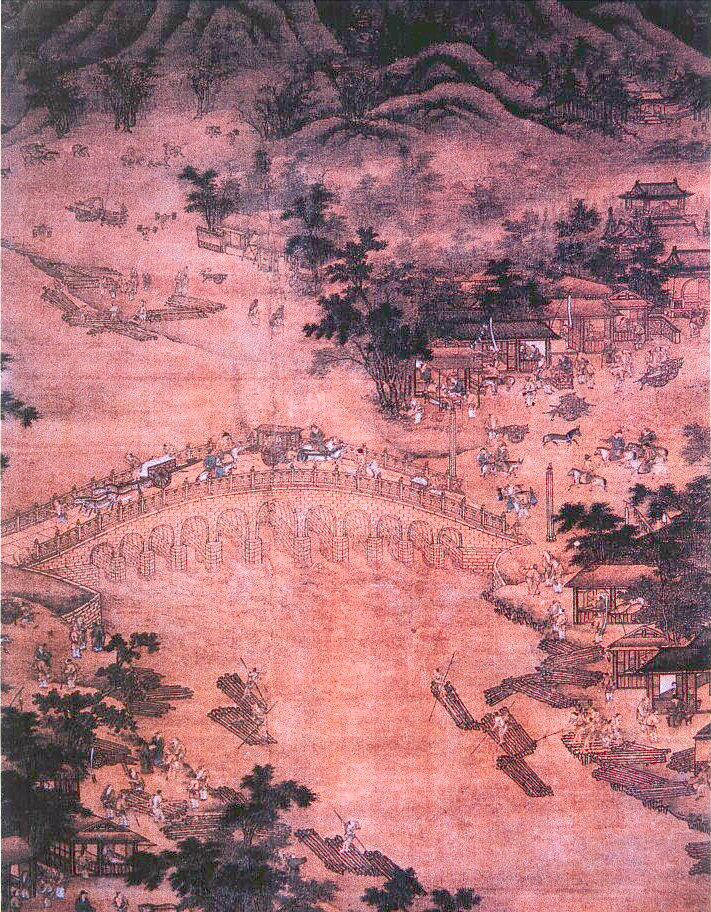
Зображення моста (робота 1266 року)
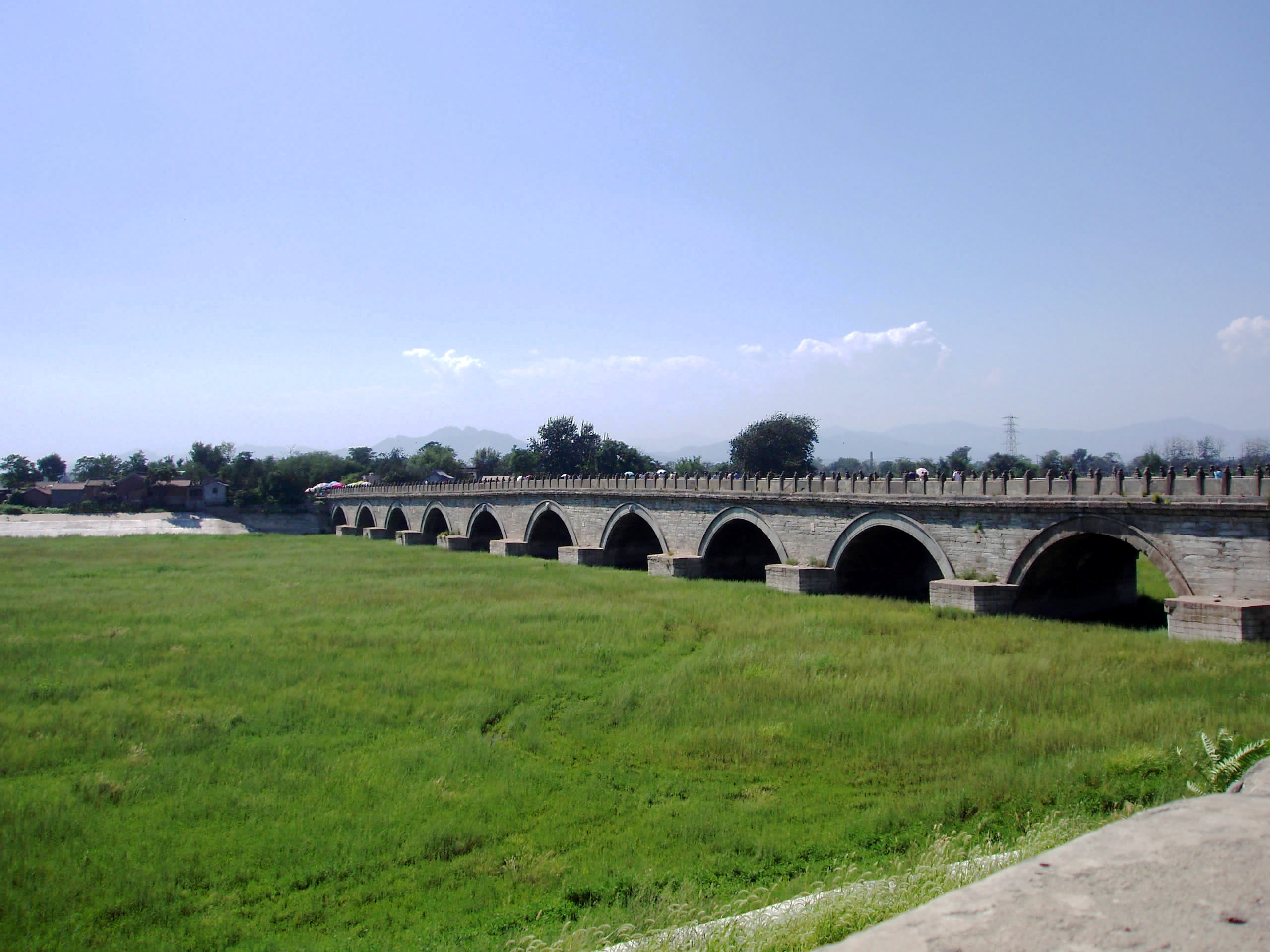
Сучасний вигляд мосту
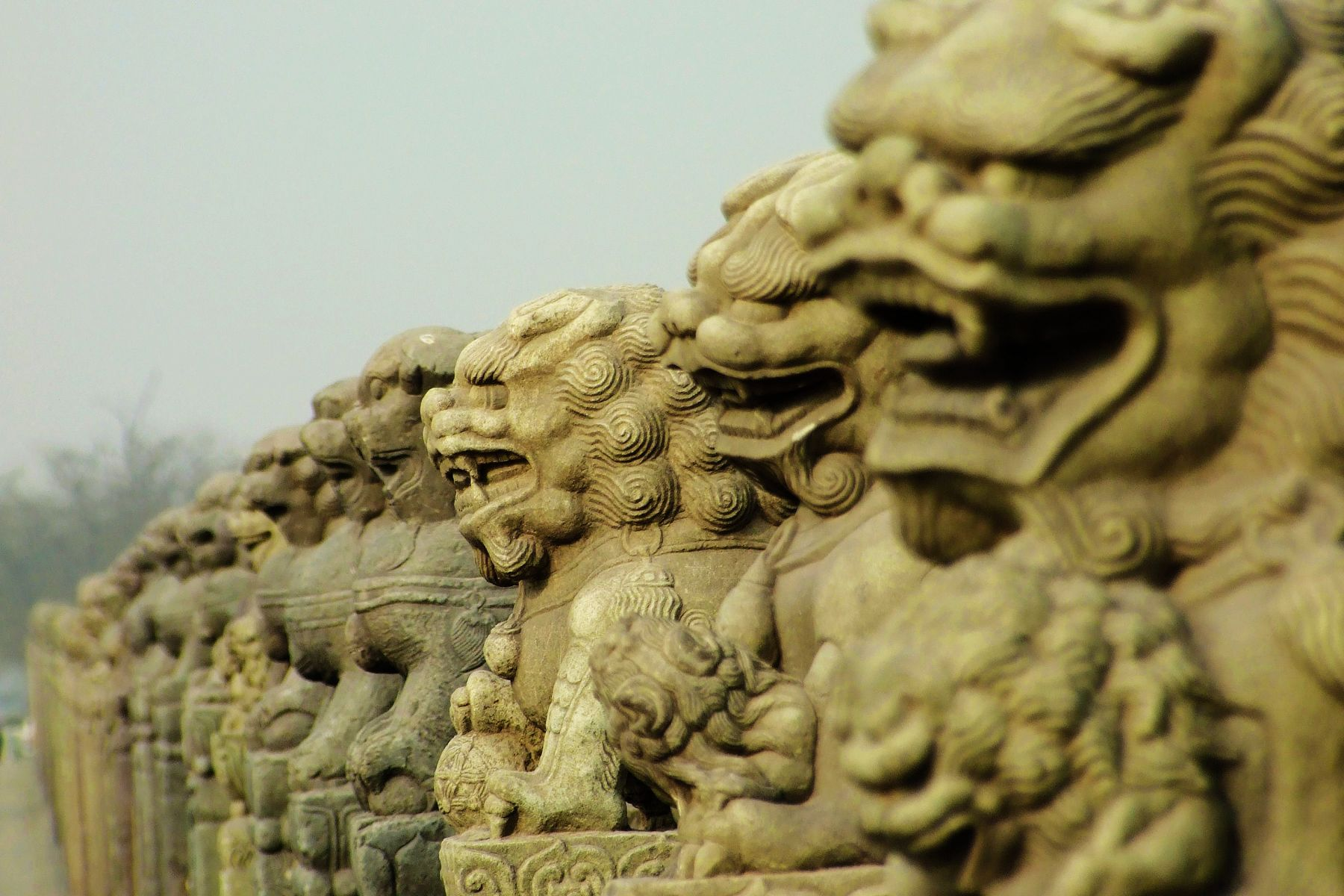
Фігури левів